# Tschechoslowakische Fußballnationalmannschaft (U-20-Männer)
Die tschechoslowakische U-20-Fußballnationalmannschaft war eine Auswahlmannschaft tschechoslowakischer Fußballspieler. Sie unterstand der Českomoravský fotbalový svaz und repräsentierte sie international auf U-20-Ebene, etwa in Freundschaftsspielen gegen die Auswahlmannschaften anderer nationaler Verbände oder bei der U-20-Fußball-Weltmeisterschaft.
Die Mannschaft nahm an zwei WM-Endrunden teil. Nachdem sie 1983 das Viertelfinale erreicht hatte, das sie gegen Brasilien mit 1:4 verlor, schied sie 1989 bereits in der Vorrunde aus. Dabei waren sowohl der spätere Weltmeister Portugal als auch der Finalist Nigeria in ihrer Gruppe.
Nach der Teilung der Tschechoslowakei entstanden die tschechische U-20-Nationalmannschaft und die slowakische U-20-Nationalmannschaft als Nachfolger.

## Teilnahme an U20-Fußballweltmeisterschaften
| 1977 | nicht qualifiziert |
| 1979 | nicht qualifiziert |
| 1981 | nicht qualifiziert |
| 1983 | Viertelfinale      |
| 1985 | nicht qualifiziert |
| 1987 | nicht qualifiziert |
| 1989 | Vorrunde           |
| 1991 | nicht qualifiziert |
| 1993 | nicht qualifiziert |